# スラヴコ・オステルツ
スラヴコ・オステルツ（Slavko Osterc、1895年6月17日 - 1941年5月23日）は、スロベニアの作曲家。

## 経歴
1895年、ヴェルジェイ生まれ。ヤナーチェクの弟子のエメリク・ベランに学んだ後、1925年から1927年までプラハ音楽院に留学し、カレル・ボレスラフ・イラーク、ヴィーチェスラフ・ノヴァーク、アロイス・ハーバに師事した。特にハーバから微分音などの現代音楽のテクニックを学んだことにより、それまでの後期ロマン主義的な作風から離れ、イーゴリ・ストラヴィンスキー、アルテュール・オネゲル、バルトーク・ベーラ、アルノルト・シェーンベルク、パウル・ヒンデミットらの作風に近づいた。
帰国後はリュブリャナ音楽院の教授を務めた。

## 作品

### オペラ
- サロメ（1929/30）
- メディア（1930）

### バレエ
- 悪魔の日記から（1924）
- 赤死病の仮面（1930）

### 管弦楽曲
- バガテル（1922）
- 交響曲（1922）
- 組曲（1929）
- 管弦楽のための協奏曲（1932）
- 古典的序曲（1932）
- パッサカリアとコラール（1934）
- 舞曲（1935）
- 交響的楽章（1936）
- 4つの交響的小品（1938-39）

### 室内楽曲
- 弦楽四重奏曲第1番（1927）
- ヴァイオリンと7つの楽器のための協奏曲（1927-28）
- 弦楽四重奏のためのシルエット（1928）
- 8つの楽器のための組曲（1928）
- 2つのクラリネットのためのソナチネ（1929）
- ヴァイオリンとピアノのための組曲（1932）
- 木管五重奏曲（1932）
- 弦楽四重奏曲第2番（1934）
- フルート、クラリネット、ファゴットのためのトリオ（1934）
- アルト・サクソフォーンとピアノのためのソナタ（1935）
- 九重奏曲（1937）
- チェロとピアノのためのソナタ（1941）